# Plešivica, Sežana
Plešivica este o localitate din comuna Sežana, Slovenia, cu o populație de 51 de locuitori.